# بطولة أمريكا الجنوبية لكرة الطائرة للرجال 1969
أقيمت بطولة أمريكا الجنوبية لكرة الطائرة للرجال 1969 في نسختها الثامنة في كراكاس في فنزويلا.

## الترتيب النهائي
| المركز | المنتخب    |
| ------ | ---------- |
|        | البرازيل   |
|        | فنزويلا    |
|        | الأوروغواي |
| 4      | تشيلي      |
| 5      | الأرجنتين  |
| 6      | كولومبيا   |
| 7      | الإكوادور  |
| 8      | غيانا      |

1. 1 2 3 4 5 6 7 8 9  "Sud. Mayores - Masculino". كونفدرالية أمريكا الجنوبية لكرة الطائرة. اطلع عليه بتاريخ 2023-11-20.